# Зайд Леонід Давидович
Леоні́д Дави́дович Зайд (14 травня 1958, Київ  — 27 травня 1993, Беер-Шева) — український, радянський та ізраїльський шахіст, майстер спорту СРСР (1974).

## Біографія
Його шаховими тренерами були батько, а згодом — Лев Аптекар та Наум Левін.
Навчався на шаховій спеціалізації Львівського інституту фізкультури, але не завершив навчання.
Як переможець чемпіонату СРСР серед юнаків 1974 року здобув право грати на першості світу, проте його не пустили на змагання — адже за рік до цього його дядько емігрував до Ізраїлю.
Виступав за ДСТ «Буревісник» та ДСТ «Динамо». Срібний призер всесоюзних фінальних турнірів ДСТ «Буревісник» (1978) та ДСТ «Динамо» (1984, 1988).
Учасник:

- відбіркових турнірів чемпіонатів СРСР (1974, 1975, 1976, 1983);
- семи фінальних турнірів чемпіонатів України (1973—1986), де найкращим результатом був розподіл 5—7 місць (7-е — за додатковим показником) у 1984 році.
- першостей Києва: переможець 1986 року (поділ 1—2 місць) та 1987 року (поділ 1—4 місць); срібний призер 1982 та 1988 років.

У 1989 переїхав на постійне проживання до Ізраїлю, де й далі брав участь у шахових турнірах.
Трагічно загинув у віці 35 років: йдучи по неосвітленому узбіччю дороги, потрапив під машину.

## Турнірні результати

### Результати виступів у чемпіонатах України
Леонід Зайд зіграв у семи фінальних турнірах чемпіонатів України, набравши загалом 40 очок з 83 можливих (без врахування результатів 1980 року).
| Рік  | Місто           | Турнір                 | + | − | = | Результат | Місце |
| ---- | --------------- | ---------------------- | - | - | - | --------- | ----- |
| 1973 | Дніпропетровськ | 42-й чемпіонат України | 5 | 3 | 5 | 7½ з 13   | 17    |
| 1976 | Донецьк         | 45-й чемпіонат України | 4 | 5 | 4 | 6 з 13    | 7—8   |
| 1978 | Ялта            | 47-й чемпіонат України | 5 | 8 | 2 | 6 з 15    | 12    |
| 1980 | Харків          | 49-й чемпіонат України |   |   |   | ? з 13    | ?     |
| 1984 | Київ            | 53-й чемпіонат України | 5 | 3 | 7 | 8½ з 15   | 7     |
| 1985 | Ужгород         | 54-й чемпіонат України | 2 | 5 | 7 | 5½ з 14   | 10    |
| 1986 | Київ            | 55-й чемпіонат України | 3 | 5 | 7 | 6½ з 15   | 12    |

### Інші турніри
| Рік  | Місто          | Турнір                                   | + | − | =  | Результат | Місце  |
| ---- | -------------- | ---------------------------------------- | - | - | -- | --------- | ------ |
| 1973 | Київ           | Чемпіонат Києва                          |   |   |    | 7½ з 13   | 4      |
| 1974 | Таллінн        | Чемпіонат СРСР серед юнаків              |   |   |    | 7½ з 9    | Gold   |
|      | Даугавпілс     | Відбірковий турнір 42-го чемпіонату СРСР | 4 | 4 | 5  | 6½ з 13   | 30—38  |
| 1975 | Київ           | Чемпіонат Києва                          |   |   |    | ? з 15    | 8      |
|      | Челябінськ     | Відбірковий турнір 43-го чемпіонату СРСР | 5 | 4 | 4  | 7 з 13    | 18—26  |
| 1976 | Ростов-на-Дону | Відбірковий турнір 44-го чемпіонату СРСР | 5 | 3 | 5  | 7½ з 13   | 13—17  |
| 1977 | Львів          | Меморіал Штейна                          | 4 | 2 | 7  | 7½ з 13   | —5     |
|      | Алма-Ата       | Чемпіонат СРСР серед молодих майстрів    | 3 | 4 | 8  | 7 з 15    | 12—13  |
| 1978 | Баку           | Першість ЦР ДСТ «Буревісник»             | 7 | 2 | 7  | 10½ з 16  | — 5    |
| 1979 | Баку           | Чемпіонат СРСР серед молодих майстрів    | 3 | 5 | 7  | 6½ з 15   | 12—15  |
| 1982 | Київ           | Чемпіонат Києва                          |   |   |    | ? з 13    | — 3    |
| 1983 | Мінськ         | Першість ЦР ДСТ «Динамо»                 |   |   |    | 10 з 12   | Silver |
|      | Миколаїв       | Півфінал 51-го чемпіонату СРСР           | 2 | 6 | 9  | 6½ з 17   | 17     |
| 1984 | Кострома       | Першість ЦР ДСТ «Динамо»                 |   |   |    | 9 з 14    | —5     |
| 1985 | Ленінград      | Першість ЦР ДСТ «Динамо»                 | 3 | 1 | 11 | 8½ з 15   | 6—7    |
| 1986 | Київ           | Чемпіонат Києва                          | 6 | 1 | 5  | 8½ з 12   | — 2    |
| 1987 | Київ           | Чемпіонат Києва                          |   |   |    | 8½ з 13   | — 4    |
| 1988 | Київ           | Чемпіонат Києва                          |   |   |    | з         | — 3    |
|      | Таллінн        | Першість ЦР ДСТ «Динамо»                 |   |   |    | 8½ з 13   | Silver |
| 1992 | Беер-Шева      | Міжнародний турнір                       | 6 | 0 | 6  | 9 з 12    | 4      |